# Reservierte Zone

Zonen in Frankreich im Jahr 1941 – die Reservierte Zone ist als „Sperrzone“ markiert

Die Reservierte Zone (fr: Zone réservée) war während der deutschen Besetzung im Zweiten Weltkrieg ein Gebiet in Frankreich, das als deutsches Siedlungsgebiet vorgesehen war. Die Bezeichnung „Zone réservée“ wurde von den deutschen Besatzern gewählt, für die Franzosen war sie ein Teil der Verbotenen Zone (Zone interdite).

## Geschichte und Beschreibung
Die militärische Auseinandersetzung zwischen Frankreich und Deutschland im Zweiten Weltkrieg endete mit dem Waffenstillstand von Compiègne am 22. Juni 1940. In der Folge wurde das Land in mehrere Gebiete aufgeteilt, die durch Grenzen voneinander getrennt waren. Der Norden und die Atlantikküste wurden Teil der besetzten Zone, die von der unbesetzten (auch: „freien“) Zone im Süden durch eine bewachte, schwer passierbare Demarkationslinie getrennt war. Ganz im Südosten des Landes wurde ein Bereich von den Italienern besetzt.
Innerhalb der besetzten Zone existierten Gebiete unterschiedlicher Verwaltung. Das Elsass wurde dem Deutschen Reich zugeschlagen; im Département Moselle, einem Teil Lothringens, wurde das CdZ-Gebiet Lothringen unter deutscher Verwaltung eingerichtet. Mit dem nordfranzösischen Kohle- und Industrierevier wurde ein weiteres Gebiet separiert. Wie überall in Nordfrankreich war ein großer Teil der ansässigen Bevölkerung vor den heranrückenden deutschen Truppen geflohen bzw. evakuiert worden. Erst nach Kriegsende konnten die Geflüchteten in die Departements Nord und Pas-de-Calais, die als Verbotene Zone der Militärverwaltung in Belgien und Nordfrankreich unterstanden, zurückkehren.
Im November 1940 wurde Franzosen das Passieren der Demarkationslinie („Nordostlinie“) zur reservierten Zone von der besetzten wie der unbesetzten Zone aus ebenfalls untersagt. Im Mai 1941 wurde dieses Verbot gelockert, um Familienzusammenführungen in das nun auch als „Sperrzone“ bezeichnete Gebiet zu erleichtern. Die Kontrollposten wurden im Dezember 1941 wieder aufgegeben, mobile Kontrollen fahndeten aber weiterhin nach illegalen Grenzgängern. Das das Verbot regelnde Gesetz galt noch bis März 1943.
Vor allem im Norden der Reservierten Zone fand die deutsche Verwaltung tausende von landwirtschaftlichen Betrieben vor, die von den zur französischen Armee einberufenen Besitzern verlassen worden waren. Mit dem Vorwand, sie vor der Verwahrlosung zu bewahren, wurden 11.300 Bauernhöfe mit 170.000 Hektar Land beschlagnahmt. Unter der Verwaltung der Ostdeutschen Landbewirtschaftungsgesellschaft (Ostland) wurden überwiegend polnische Zwangsarbeiter auf die Höfe gebracht. Von der Auswahl der angebauten Produkte über die eingesetzte Technik bis hin zur Besteuerung wich die Ostland von den französischen Gepflogenheiten ab. Im Juni 1941 wurde der Name der Bewirtschaftungsgesellschaft in Landbewirtschaftung, 1942 in Reichsland, oft mit der Abkürzung W.O.L. (für Wirtschaftsoberleitung) bezeichnet, geändert. Sie hatte ihren Sitz in Paris mit Zweigstellen in Amiens, Laon, Mézières, Charleville, Nancy und Dijon.
In dem von der Flucht zahlreicher Menschen vor der Wehrmacht gezeichneten Gebiet, das sich von der Mündung der Somme am Ärmelkanal bis zur Rhone an der Schweizer Grenze erstreckte, mussten die Franzosen mit den Deutschen zusammenleben. Politische Gegner wurden verfolgt, Juden verhaftet und deportiert. Letztlich wurde das Vorhaben, die Reservierte Zone zu einem deutschen Siedlungsgebiet zu machen, nicht realisiert.